# Guerino di Provenza
Guerino, Guerin, Warin in francese, Guerí in catalano e Guarnarius o Werisius in latino (790 – 853), definito duca secondo il Chronicon S. Maxentii nell'841, fu conte d'Alvernia dall'819 all'839, conte di Provenza dall'830 circa all'845 conte di Autun dall'837 all'853, conte d'Arles dall'841 all'853, conte di Chalon dall'835 all'853, e Conte di Mâcon dall'825 all'853.

## Origine
Nobile carolingio di cui si conoscono gli ascendenti, suo padre era Isanbard, conte di Turgovia nipote di Guerino di Turgovia (parente con Warin o Gueríno I d'Alvernia 760-819.  

Werinius di Provenza, fu rimosso dai suoi titoli da Luigi il Pio intorno all'834. Fu poi riportato agli "onori" intorno all'839 e intitolato Duca o Conte di Provenza nell'841).
Guerino, definito duca (secondo il Chronicon S. Maxentii, nell'841, Guerino, al comando dei provenzali, si schierò con Carlo il Calvo contro l'imperatore Lotario I) secondo lo storico Paul-Albert Février, succedette a Leibulfo in Provenza; fu anche conte d'Alvernia
La famiglia Linari forse discende dal conte Guerino o Warin di Provenza.

## Biografia
Nell'818, il nuovo re d'Aquitania Pipino I, messo sul trono dal padre Ludovico il Pio, l'anno prima (817), chiese al duca di Guascogna, Lupo III, di riconoscere l'autorità regale. Al rifiuto del duca di Guascogna, l'imperatore stesso bandì dal suo regno Lupo III, che si ribellò, e nell'819, Pipino I entrò in armi in Guascogna, col conte Berengario di Tolosa ed il conte d'Alvernia, Guerino, che sconfissero Lupo e, secondo Eginardo, misero in fuga parecchi dei suoi sostenitori, tra cui suo fratello, Gersando, che fu ucciso durante la fuga. Lupo III, accusato di slealtà, fu immediatamente deposto ed esiliato, dando la Guascogna in amministrazione al conte Berengario di Tolosa.
Un documento del Cartulaire de Saint-Vincent de Mâcon, dell'825, cita il conte Guerino e la moglie, Albana o Ava come protagonisti di uno scambio di proprietà, nella città di Cluny con il vescovo Ildebaldo
Il conte di Tolosa, Bernardo di Settimania, che, nell'832, era stato spogliato di tutti i suoi possedimenti, nell'833, assieme al fratellastro, Gocelone ed a Sunila, fedele luogotenente di Gocelone fece ritorno nelle proprietà di famiglia in Burgundia, nella contea di Autun, ora governata dal conte d'Alvernia, Guerino, che aiutò Bernardo a riprendersi ed insieme arrivarono sino al fiume Marna .
Sempre in quello stesso anno, Guerino, secondo la Vita Hludovici imperatoris, fortificò la città di Cavillonum.
Nell'835, Guerino è citato in un documento di donazione, la Diplomata, n° CCI, dell'imperatore Ludovico il Pio.
Nell'841, Guerino si schierò dalla parte di Carlo il Calvo e Ludovico il Germanico contro l'imperatore Lotario I ed il nuovo re d'Aquitania, Pipino II di Aquitania (823-864), e secondo il Chronicon S. Maxentii, Guerino al comando dei provenzali e dei tolosani, cacciò Lotario I dall'Aquitania. Guerino è stato importante per la battaglia di Fontenoy.
Guerino, definito illustre conte viene citato in altri due documenti delle Caroli Calvi Diplomata, rispettivamente la n° LXXI, dell'847 e la LXXXVI, dell'849, di donazioni del re dei Franchi occidentali, Carlo il Calvo
Warinius-Guerino morì nell'853.

## Discendenza
Guerino aveva sposato Albana o Ava, prima dell'825, come risulta da un documento di quell'anno, in cui son citati come marito e moglie, dall'imperatore, Ludovico il Pio che ricorda la fondazione da parte loro di un monastero nelle vicinanze di Cluny. Da Albana o Ava, Guerino ebbe uno o due figli:
- Isembardo (ca.820/830- dopo l'881), Conte di Barcellona
- Bernardo, conte d'Alvernia[22]
- Teodorico di Vergy[28][29], presunto figlio o genero di Guerino di Provenza.[7][30][31][32][33] Presunto nonno di Manasse di Châlon conte di Digione[34]

## Ascendenza
|                      |   |          | Genitori              |  |  | Nonni               |  |  | Bisnonni |  |
|                      |   |          |                       |  |  | Guerino di Turgovia |  |  | …        |  |
|                      |   |          |                       |  |  | Guerino di Turgovia |  |  | …        |  |
|                      |   | …        |                       |  |  | Guerino di Turgovia |  |  |          |  |
| Isanbard             |   |          |                       |  |  | Guerino di Turgovia |  |  |          |  |
|                      |   | Adelinde | Ildeprando di Spoleto |  |  |                     |  |  |          |  |
|                      |   | Adelinde | Ildeprando di Spoleto |  |  |                     |  |  |          |  |
|                      |   | Adelinde | Segarde di Spoleto    |  |  |                     |  |  |          |  |
| Guerino di Provenza  |   | Adelinde |                       |  |  |                     |  |  |          |  |
|                      | … | …        |                       |  |  |                     |  |  |          |  |
|                      | … | …        |                       |  |  |                     |  |  |          |  |
|                      | … | …        |                       |  |  |                     |  |  |          |  |
| Ermentrude di Svevia | … |          |                       |  |  |                     |  |  |          |  |
|                      |   | …        | …                     |  |  |                     |  |  |          |  |
|                      |   | …        | …                     |  |  |                     |  |  |          |  |
|                      |   | …        | …                     |  |  |                     |  |  |          |  |
|                      |   | …        |                       |  |  |                     |  |  |          |  |

### Fonti primarie
- (LA)  Monumenta Germanica Historica, Scriptores, tomus primus.
- (LA)  Monumenta Germaniae Historica, Scriptores, tomus II.
- (LA)  Rerum Gallicarum et Francicarum Scriptores, Tomus VI.
- (LA)  Chronicon sancti Maxentii Pictavensis, Chroniques des Eglises d'Anjou.
- (LA)  Monumenta Germaniae Historica, Scriptores, tomus III.
- (LA)  Ragut, M. C. (ed.) (1864) Cartulaire de Saint-Vincent de Mâcon (Mâcon).
- (LA)  Rerum Gallicarum et Francicarum Scriptores, Tomus VIII.

### Letteratura storiografica
- René Poupardin, Ludovico il Pio, in «Storia del mondo medievale», vol. II, 1979, pp. 558–582
- René Poupardin, I regni carolingi (840-918), in «Storia del mondo medievale», vol. II, 1979, pp. 583–635
- (LA)  (FR)  Plancher, U. (ed.) (1739) Histoire générale et particulière de Bourgogne (Dijon), Tome I, Preuves.
- (FR)  "Dissertation on the origins of the preux de Vergy", Bollettino di storia, letteratura e arte religiosa della diocesi di Digione , vol.  16,1848.